# 5069 Tokeidai
Az 5069 Tokeidai (ideiglenes jelöléssel 1991 QB) a Naprendszer kisbolygóövében található aszteroida. Vatanabe Kazuró fedezte fel 1991. augusztus 16-án.